# Norske Skog
Norske Skogindustrier ASA ou Norske Skog, que se traduz como "Indústrias Bosques da Noruega", é um grupo norueguês que fabricam polpa e papel com sede em Oslo, na Noruega. Criada em 1962, a empresa é a maior produtora do mundo de papel imprensa (jornal) e papel revista, com 18 unidades em todo o mundo.
O grupo controlou a unidade Pisa Indústria de Papéis localizada no município de Jaguariaíva, no Paraná, fábrica que foi vendida para a chilena Papeles Bio Bio.

## Unidades
(2008)
- Norske Skog Follum (Hønefoss, Noruega)
- Norske Skog Skogn (Levanger, Noruega)
- Norske Skog Saugbrugs (Halden, Noruega)
- Norske Skog Parenco (Renkum, Holanda)
- Norske Skog Bruck (Bruck an der Mur, Austria)
- Norske Skog Golbey (Lorena, França)
- Norske Skog Štětí (Štětí, República Checa)
- Norske Skog Walsum (Duisburg, Alemanha)
- Norske Skog Bio Bio (Concepción, Chile)
- Norske Skog Boyer (Tasmania, Austrália)
- Norske Skog Albury (Albury, Austrália)
- Norske Skog Tasman (Kawerau, Nova Zelândia)[4]
- Hebei Mill (Zhaoxian, China)
- Shanghai Mill (Shanghai, China)
- Singburi Mill (Sing Buri, Tailândia)

### Fábricas antigas
Esta lista pode estar incompleta
- Norske Skog Pisa (Jaguariaíva, Brasil)[2]
- Norske Skog Union (Skien, Noruega) (fechada em 2006)
- Södra Cell Folla (Verran, Noruega) (vendida em 2000)
- Södra Cell Tofte (Tofte, Noruega) (vendida em 2000)
- Catalyst Crofton (Crofton, Canadá) (cindida)
- Catalyst Elk Falls (Elk Falls, Canadá) (cindida)
- Catalyst Port Alberni (Port Alberni, Canadá) (cindida)
- Catalyst Powell River (Powell River, Canadá) (cindida)
- Jeonju Mill (Jeollabuk-do, República da Coreia) (renomeada para JEONJU PAPER)
- Chongwon Mill (Chungcheongbuk-do, República da Coreia) (renomeada para JEONJU PAPER)